# Mamagirl
mamagirl（ママガール）は、ファッション・ビューティ・ライフスタイル・ベビー＆キッズアイテムなどの情報が満載であった雑誌。
2020年に休刊。

## 解説
「ママガール」は2012年8月にムックとして創刊。ママの新しいライフスタイルを提案し続けてきた。
2013年には読者からの反響を受けて、定期刊行化していた。
休刊に関して同社は「昨今、ユーザーの情報を入手するスタイルが変化し、メディアフォーマットが変容していく中、その価値を提供する上で雑誌というスタイルの役目は終了したと判断した」としている。